# Guerra civil peruana de 1834
La guerra civil peruana de 1834, conocida también como la revolución de Bermúdez o Primera guerra civil Peruana fue un conflicto que se desató en el Perú tras la elección del general Luis José de Orbegoso como presidente provisorio del Perú. El general y expresidente Agustín Gamarra, descontento con tal elección, instigó al general Pedro Pablo Bermúdez a sublevarse contra el gobierno. La rebelión estalló en enero de 1834. El país se dividió en dos bandos: los bermudistas y los orbegosistas. Tras algunos meses de lucha en diversos frentes, ambos bandos se reconciliaron en el llamado Abrazo de Maquinhuayo. Fue la primera guerra civil de la historia republicana del Perú.

## Contexto

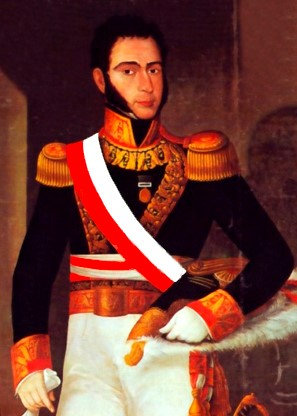
Luis José de Orbegoso, presidente provisorio del Perú (1833-1836).

El 20 de diciembre de 1833, finalizó el período constitucional del presidente Agustín Gamarra. Como no se había elegido a su sucesor tras frustrarse las elecciones presidenciales convocadas meses atrás, la Convención Nacional (congreso constituyente) acordó elegir a un presidente provisorio. Gamarra y los conservadores apoyaron la candidatura del general Pedro Pablo Bermúdez; por su parte, los liberales que dominaban la asamblea apoyaron al general Luis José de Orbegoso, un militar menos autoritario, a quien Francisco Xavier de Luna Pizarro, el célebre clérigo liberal que presidía la asamblea, lo tenía como a un hijo. Otro candidato fue el general Domingo Nieto. Realizada la votación en el seno de la Convención, Orbegoso obtuvo 47 votos, Bermúdez 37 y Nieto solo uno.
Orbegoso asumió el poder el 21 de diciembre de 1833, contando con la aprobación del pueblo pues su ascensión significaba el término del gobierno de Gamarra, que se había desgastado por su autoritarismo. Pero los partidarios de Gamarra, que continuaron controlando los puestos claves del poder, hostilizaron al nuevo gobierno con la intención de derribarlo e imponer en su reemplazo a Bermúdez. Alegaron que la presidencia de Orbegoso era ilegal pues no le correspondía a la Convención Nacional elegir al Presidente.

## Golpe de Estado de Bermúdez
Temiendo un golpe de Estado, Orbegoso decidió refugiarse en la Fortaleza del Real Felipe, en el Callao, el 3 de enero de 1834. Allí instaló la sede de su gobierno y comenzó a relevar a los gamarristas de los altos mandos del Ejército. En respuesta a esta acción, la guarnición de Lima se sublevó al día siguiente y proclamó Jefe Supremo a Bermúdez. Acto seguido, las tropas bermudistas sitiaron la fortaleza del Callao. 
A nivel nacional, la autoridad de Bermúdez fue acatada por algunas guarniciones. Pero su ejército empezó a sufrir deserciones, más aún cuando llegó la noticia de que Arequipa, la ciudad más importante del Perú después de Lima, se pronunciaba a favor de Orbegoso.

## Intervención del pueblo de Lima

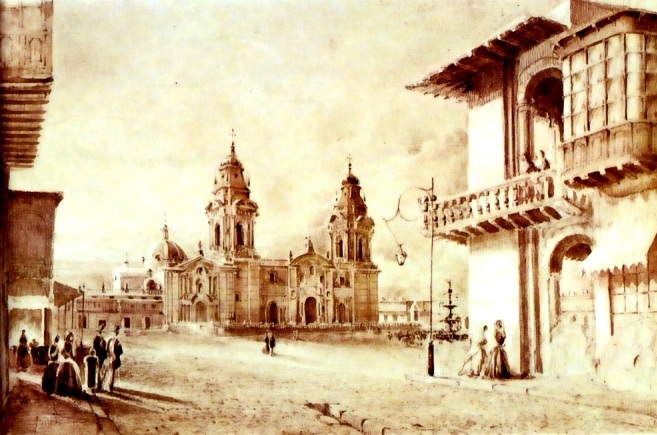
Vista de la catedral y la plaza principal de Lima. Acuarela de J. Prendergas. Mediados del.

En Lima, la ciudadanía también se mostró contraria al golpe. Se suspendieron numerosas actividades de la vida diaria, dejaron de funcionar los espectáculos públicos, parte de los comercios cerraron sus puertas. Por las noches, grupos de ciudadanos iban al Callao, para ayudar a los sitiados del Real Felipe. 
El 28 de enero de 1834, una parte de las fuerzas bermudistas que sitiaban el Callao emprendió la retirada a la sierra, en vista de lo infructuoso de dicho sitio. La población de Lima, temiendo que los bermudistas, a su paso por la capital, se entregarían al saqueo, se puso en pie de lucha, armándose con piedras y unos cuantos fusiles. Se produjeron choques en las calles de la ciudad. Al anochecer, llegó el resto del ejército que sitiaba el Callao, encabezado por la célebre Mariscala (la esposa de Gamarra), que iba vestida de hombre, disparando y alentando a los suyos. La población se mantuvo firme, repeliendo el ataque de los bermudistas. Según el historiador Jorge Basadre, era la primera vez en la historia peruana que el pueblo de Lima se enfrentaba con éxito al ejército. 
Bermúdez y sus partidarios, viendo que ya nada tenían que hacer en Lima, continuaron su marcha a la sierra. En la mañana del día siguiente (29 de enero) ingresó Orbegoso triunfalmente en Lima, siendo ovacionado por la multitud.

## Escenarios de la guerra civil
La guerra civil tuvo tres escenarios:
- El frente sur, localizado en Arequipa, donde el general Domingo Nieto intentó defender el orden constitucional, fracasando finalmente.
- El frente norte, donde Felipe Salaverry, sumado al bando orbegosista, apresó en Trujillo al general Juan Francisco de Vidal.
- El frente centro, hacia donde marchó Orbegoso en persona, subiendo a la sierra en busca de Bermúdez y su ejército. Fue la campaña que decidiría el resultado final.

## La campaña de Arequipa

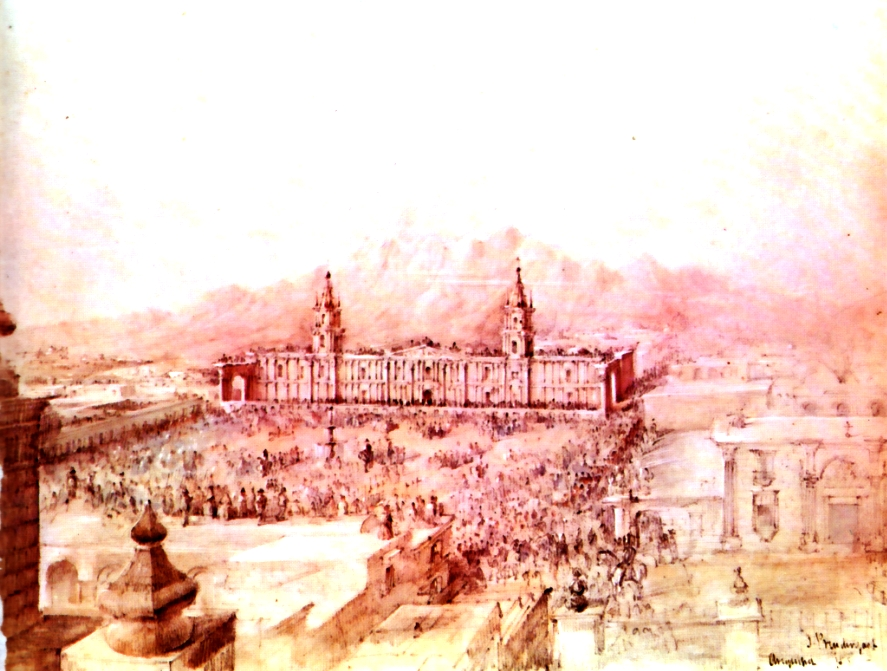
Plaza de Armas y catedral de Arequipa en un día festivo. Mediados del. Acuarela de J. Prendergast.

En Arequipa, el general Nieto, al frente de sus tropas, reunió al pueblo en la Plaza de Armas. Entre lágrimas, según el relato de testigos, dio a conocer el golpe de Estado de Bermúdez y anunció su deseo de defender el orden constitucional hasta las últimas consecuencias. Asumió el comando militar del departamento. Contaba con el asesoramiento del célebre deán Juan Gualberto Valdivia.
En Puno, el general Miguel de San Román, prefecto del departamento, se declaró a favor de Bermúdez y reunió diversas fuerzas para marchar hacia Arequipa. Los arequipeños, llenos de entusiasmo, aunque mal armados, se prepararon para la lucha. A la vista de la ciudad blanca se libraron los combates. En un primer encuentro librado en Miraflores, el 2 de abril de 1834, Nieto venció a San Román, quien se vio obligado a replegarse hacia las alturas de Cangallo. Nieto se dejó arrastrar por San Román a una entrevista; las negociaciones no llegaron a buen término y solo sirvieron a San Román para ganar tiempo. El día 5 de abril, Nieto atacó a San Román en Cangallo y parecía que ganaba el combate, cuando un contraataque de los bermudistas cambió la situación. Las fuerzas de Nieto se retiraron en desorden y San Román ocupó Arequipa.
Por entonces, se hallaba en Arequipa la escritora feminista Flora Tristan, quien en sus Peregrinaciones de una paria, relata el ambiente que se vivió en la ciudad y cómo la alta sociedad cambiaba súbitamente de lealtad de acuerdo hacia donde iba el viento de la victoria. El escritor Mario Vargas Llosa, en su novela El Paraíso en la otra esquina, recrea también este episodio de la guerra civil en Arequipa, haciendo énfasis en la ridiculez que suponía, según su óptica europeizante, el enfrentamiento de minúsculos ejércitos pobremente vestidos y armados, al mando de oficiales incultos, que cambiaban de bando constantemente. Naturalmente, hace una excepción: el muy ilustrado oficial Clemente Althaus, venido de Alemania.

## La campaña de la sierra central
Mientras tanto, en Lima, la Convención Nacional reanudó sus labores y dio amplias facultades a Orbegoso para poner fin a la guerra. El 20 de marzo de 1834, Orbegoso dejó el mando al supremo delegado Manuel Salazar y Baquíjano y, al frente de un reducido ejército, marchó a la sierra central, hacia Jauja, en persecución de Bermúdez. En dicho escenario, ya se hallaba el general Guillermo Miller enfrentando a los bermudistas.

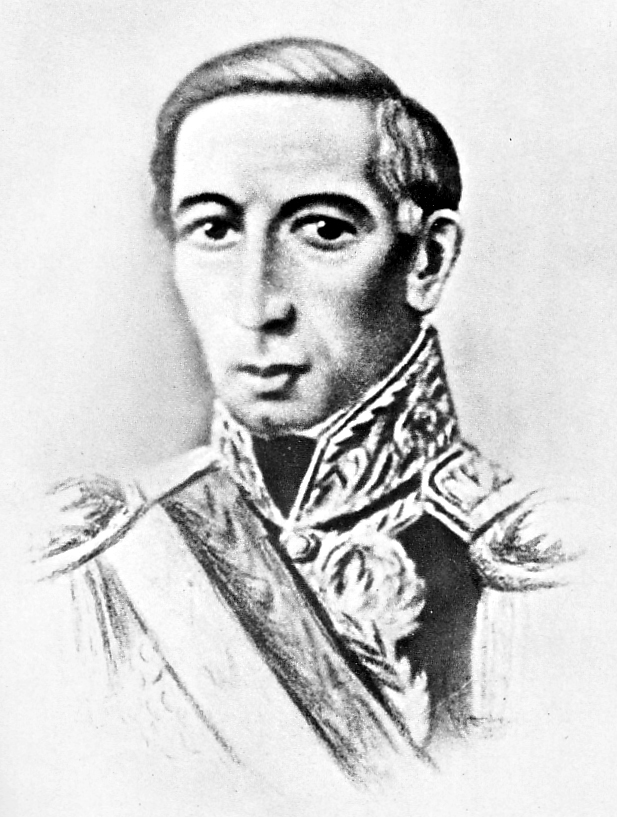
Pedro Pablo Bermúdez Ascarza, militar peruano y jefe supremo del Perú en 1834.

Si bien Orbegoso tenía bajo su mando a oficiales competentes como José de la Riva-Agüero, Mariano Necochea, Guillermo Miller, Antonio Gutiérrez de la Fuente, Blas Cerdeña, Francisco de Paula Otero y Felipe Salaverry, sus fuerzas eran muy débiles y heterogéneas.
Por su parte, Bermúdez, también con un pequeño ejército pero formado por veteranos disciplinados, emprendió la retirada del valle de Jauja en dirección a Ayacucho para unirse con el general José María Frías, prefecto de ese departamento. No gozaba del apoyo popular; tampoco sus tropas sentían apego hacia él, ya que no se preocupaba por alentarlos ni de satisfacerles en sus necesidades. Uno de sus principales oficiales, el general José Rufino Echenique, cuenta en sus memorias que acordó con Frías deponer a Bermúdez una vez que terminaran con Orbegoso; los acontecimientos posteriores modificarían su plan inicial pero no su idea primordial.
Tras tocar Huancayo, Bermúdez continuó su marcha hacia Ayacucho, seguido muy de cerca por el orbegosista Miller. Las avanzadas de ambas fuerzas se encontraron cerca de Huancavelica. Como resultado de la escaramuza, Miller se vio obligado a replegarse a Huaylacucho (al oeste de Huancavelica). Mientras tanto, Orbegoso llegaba a Jauja, y sabedor que Miller se preparaba para un encuentro con las fuerzas enemigas, le envió en su auxilio dos batallones.
Por otro parte, los iquichanos que habían protagonizado la guerra de Iquicha en 1825-1828, se aliaron con Orbegoso y organizaron un ejército de 4000 iquichanos al mando de Juan José Urbina, realizando operaciones guerrilleras contra las guarniciones gamarristas que ocupaban Huamanga y Huanta a mediados de abril.

### Batalla de Huaylacucho
Huaylacucho, surcado por profundos barrancos, era un terreno desventajoso para los orbegosistas. Pero aun así, Miller dispuso su línea, colocando a la derecha al batallón Pichincha, al centro al batallón Lima y a la izquierda al batallón Zepita (bajo mando de Felipe Salaverry) con los escuadrones de caballería que mandaba Loyola. En total sumaban unos 1.350 hombres.
Al amanecer del día 17 de abril una columna de bermudistas a las órdenes del general Frías avanzó hacia la vanguardia del ala derecha de Miller; este, para frenar el ataque, mandó primero al comandante Solar con una compañía y luego al batallón Pichincha como apoyo. Pero los bermudistas lograron repeler el contraataque y tomaron la barranca.
Los orbegosistas, sometidos a fuego convergente e incesante, vieron perdida la situación y optaron por retirarse. Casi en desorden, procedieron a cruzar el río y muchos perecieron ahogados. Al contemplar el desastre, Salaverry avanzó por la izquierda con el batallón Zepita y consiguió detener a los bermudistas, facilitando la retirada de los suyos y salvándolos así de una destrucción completa.
No intervino la caballería orbegosista, pero el general Frías, creyendo que podía ganársela (pues anteriormente había sido jefe de ella), se acercó con un oficial y cinco soldados, pero Loyola cargó sobre ellos y los destrozó. Frías fue muerto de un lanzazo. Loyola reunió y organizó a los dispersos. 
En el bando orbegosista se contabilizaron en su bando 50 muertos y unos 32 heridos, así como 200 dispersos. Bermúdez no persiguió a los orbegosistas, quienes se reagruparon y se replegaron a Izcuchaca (norte de Huancavelica).
Si bien en este encuentro de armas hubo movimientos tácticos, cargas de caballería y unos cuantos disparos, no puede decirse que esta acción fuera una batalla en el sentido cabal del término, pero la historiografía peruana tradicionalmente lo ha denominado así.

### Abrazo de Maquinhuayo

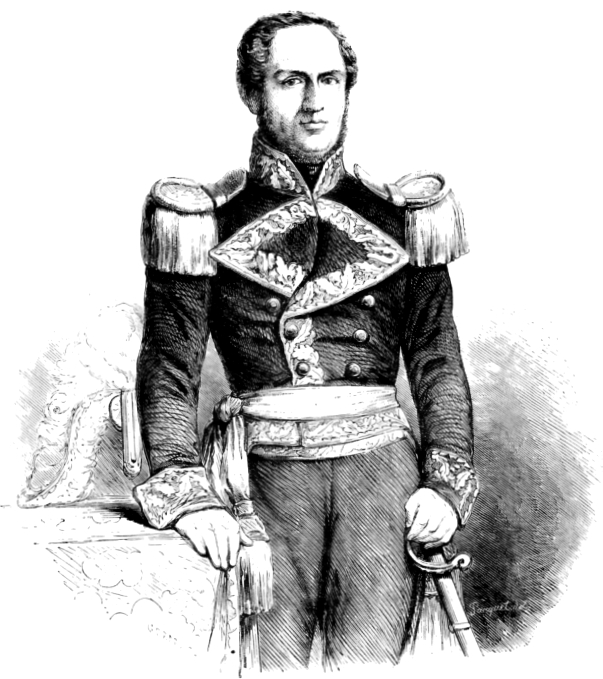
José Rufino Echenique, militar y político peruano.

La acción de Huaylacucho no decidió nada. Se esperaba un encuentro definitivo, pero fue entonces cuando Echenique convenció al resto de oficiales bermudistas para llegar a un acuerdo pacífico con Orbegoso, prescindiendo de Bermúdez. Todos ellos eran conscientes de estar al servicio de una causa perdida, pues se veían repudiados por todas partes y sin recursos para continuar la lucha. Procedieron pues, a deponer a Bermúdez y de inmediato enviaron emisarios al campamento de Orbegoso. El 24 de abril llegaron al llano de Maquinguayo, a 24 km al norte de Jauja, donde encontraron a los orbegosistas en formación de batalla. Luego de colocar sus armas en pabellones, ambos ejércitos avanzaron hasta encontrarse y se estrecharon en fraterno abrazo. A este episodio singular de la historia peruana se conoce como el Abrazo de Maquinhuayo. Los bermudistas o gamarristas reconocieron así la autoridad de Orbegoso.

## Consecuencias
Restaurado el orden constitucional, todo el país acató la autoridad legítima de Orbegoso, quien por segunda vez retornó triunfante a Lima (3 de mayo de 1834). Por su parte, Gamarra y su esposa, que se hallaban en Arequipa, fueron sorprendidos por una asonada popular, que los hizo poner en fuga (18 de mayo). La Mariscala, disfrazada de clérigo, se vio obligada a saltar de una azotea a un patio; para luego embarcarse secretamente con destino a Chile, donde fallecería, contando apenas con 32 años de edad. Por su parte, Gamarra se refugió en Bolivia, solicitando refugio al presidente Andrés de Santa Cruz, con quien maquinaría una invasión al Perú.
La Convención Nacional, donde predominaban los liberales encabezados por los clérigos Francisco Xavier de Luna Pizarro y Francisco de Paula González Vigil, revisó la Constitución de 1828, a la que hicieron las modificaciones pertinentes. La nueva Constitución se promulgó el 19 de julio de 1834. 
Cabe señalar también, que en plena guerra civil, la Convención aprobó una ley que autorizaba al gobierno a pedir la cooperación del gobierno de Bolivia «con el único y exclusivo objeto de terminar la guerra civil» (18 de abril de 1834). Dicha cooperación no llegaría a ser solicitada pues la guerra terminó a los pocos días, pero la ley sería invocada al año siguiente, en otro contexto de guerra civil: la sublevación del general Felipe Salaverry en 1835. La invasión de los bolivianos desencadenó entonces la sangrienta guerra previa al establecimiento de la Confederación Perú-Boliviana (Guerra entre Salaverry y Santa Cruz).